# Doris Pilkington
Doris Pilkington AM (* 1937 als Nugi Garimara in Balfour Downs Station, Western Australia; † 10. April 2014 in Perth) war eine Aborigine-Schriftstellerin.

## Leben
Ihr Geburtsort Balfour Downs Station liegt im Osten Pilbaras, ca. 60 Kilometer von Jigalong entfernt. Sie war noch keine vier Jahre alt, als sie, ihre jüngere Schwester Annabelle und ihre Mutter in das Moore-River-Reservat umgesiedelt wurden. Ihre Mutter konnte später mit Annabelle aus dem Reservat fliehen, Doris hingegen blieb zurück. Erst im Alter von 18 Jahren gelang es ihr, das Reservat zu verlassen. Sie absolvierte später eine Hilfsschwester-Ausbildung im Royal Perth Hospital, heiratete und wurde Mutter von sechs Kindern. Nachdem die Kinder aus dem Haus waren, schrieb sie sich in Perth für ein Journalismus-Studium an der Curtin University ein.
Für ihren Erstlingsroman Caprice: A Stockman’s Daughter wurde ihr 1990 der David Unaipon Award verliehen, ein Preis für unveröffentlichte Schriften von Aborigines und Torres-Strait-Insulanern. 1996 veröffentlichte sie das Buch Follow the rabbit-proof fence über die sogenannte Stolen Generation. Das Werk gehört heute in vielen Schulen Australiens zur Standardlektüre.
Es erzählt die Geschichte der Flucht dreier Nyungar-Mädchen aus dem Moore River Native Settlement im Jahre 1931. Derartige Lager waren von der australischen Regierung zur „Erziehung“ sogenannter half-castes eingerichtet worden: Kindern, die Weiße – oft Wanderarbeiter – mit Aborigine-Frauen gezeugt hatten.
Die strapaziöse Flucht der drei Mädchen folgte über Wochen dem Rabbit-Proof Fence, einem Schutzzaun gegen die Kaninchenplage, der sich quer durch den Staat Westaustralien erstreckte.
2002 wurde Pilkingtons Roman von Phillip Noyce für die Filmgesellschaft Miramax unter dem internationalen Titel Rabbit-Proof Fence verfilmt (in Deutschland unter dem Titel Long Walk Home in den Kinos und auf DVD erschienen). Der Soundtrack von Peter Gabriel wurde unter dem Namen Long Walk Home: Music from the Rabbit-Proof Fence veröffentlicht.
2006 wurde sie für ihre Verdienste um die Kunst im Bereich der indigenen Literatur, insbesondere durch das Genre der Lebenserzählung zum Member des Order of Australia ernannt.
Sie starb am 10. April 2014 im Alter von 76 Jahren in Perth an Eierstockkrebs.

## Romane
- Caprice: A Stockman’s Daughter.
- Follow the rabbit-proof fence